# César-François Cassini
César-François Cassini (Thury, 17 de junho 1714 — Paris, 4 de setembro 1784) também chamado de Cassini III ou Cassini de Thury, foi um astrônomo e cartógrafo francês.

## Biografia
Cassini de Thury nasceu em Thury-sous-Clermont, no departamento de Oise, o segundo filho de Jacques Cassini e Suzanne Françoise Charpentier de Charmois. Ele era neto de Giovanni Domenico Cassini e se tornaria o pai de Jean-Dominique Cassini, Conde de Cassini.
Em 1739, ele se tornou membro da Academia Francesa de Ciências como astrônomo adjunto supranumerário, em 1741 como astrônomo adjunto e em 1745 como astrônomo membro efetivo.
Em janeiro de 1751 foi eleito  Fellow da Royal Society.
Ele assumiu a posição oficial de seu pai em 1756 e continuou as operações de levantamento hereditárias. Em 1744, ele iniciou a construção de um grande mapa topográfico da França, um dos marcos da história da cartografia. Concluído por seu filho Jean-Dominique, Cassini IV e publicado pela Académie des Sciences de 1744 a 1793, suas 180 placas são conhecidas como o mapa de Cassini.
O cargo de diretor do Observatório de Paris foi criado para seu benefício em 1771, quando o estabelecimento deixou de ser uma dependência da Academia Francesa de Ciências.
Suas principais obras são: La méridienne de l'Observatoire Royal de Paris (1744), uma correção de medição do arco do meridiano de Paris (medição do arco Dunquerk-Collioure (Cassini de Thury e de Lacaille)); Descrição géométrique de la terre (1775); e Descrição géométrique de la France (1784), que foi concluída por seu filho ("Cassini IV").
César-François Cassini de Thury morreu de varíola em Paris em 4 de setembro de 1784.

## Trabalhos
- La méridienne de l’Observatoire Royal de Paris (1744)
- Description géométrique de la terre (1775)
- Description géométrique de la France (1784)
- César-François Cassini de Thury (1775). Relation d'un voyage en Allemagne. Paris: Imprimerie Royale